# Jean de Blommaert
Pour les articles homonymes, voir de Blommaert.
Le baron Jean de Blommaert de Soye, plus couramment appelé Jean de Blommaert, « Le Blom » pour la résistance et « Big John » par les britanniques, né à Etterbeek, le 24 octobre 1915 et mort à Bierges, le 11 août 1983, est un résistant de la Seconde Guerre mondiale et un guide international du réseau Comète qui reçoit, durant la guerre, un entrainement de parachutiste auprès du MI9 et qui sera, à deux reprises, parachuté en France occupée pour, notamment, y organiser les camps de la mission Marathon en avril 1944.

## Éléments biographiques
Jean de Blommaert naît pendant la Première Guerre mondiale, le 24 octobre 1915. Ses parents sont le baron Fernand de Blommaert de Soye (nl), hockeyeur professionnel qui évolue au sein du Brussels Royal IHSC et fait partie de l'équipe nationale belge de Hockey sur glace, sa mère est Henriette de Failly. Aîné de la fratrie, Jean de Blommaert portera le titre de baron. Suivent alors dans la fratrie deux frères, en 1919 et 1920, la famille est alors installée à Rixensart, et des jumelles en 1922.
En 1937, Jean de Blommaert effectue son service militaire et le 26 septembre 1938, il est candidat officier de réserve au 2e Chasseurs à Cheval. Lorsque la guerre éclate, le 10 mai 1940, il est chef de pièce d'un canon antichar C47 alors basé à Namur. Le 26 mai 1940, son unité combat à Dadizele, il est blessé à la cuisse et doit être évacué à Bruges, à l'hôpital du Minnewater. Blessé, il est fait prisonnier par les Allemands le jour de la capitulation belge mais il leur déclare être réserviste et est libéré début août 1940. Avec son ami, Georges d'Oultremont, il travaille alors à Tournai pour le Service des volontaires du travail pour la Wallonie d'Henry Bauchau mais ils quittent le mouvement en avril 1942. Jean de Blommaert trouve alors un emploi au sein de l'entreprise Solvay. C'est à cette époque qu'il rencontre Jean Greindl qui dirige le réseau Comète pour la Belgique et qu'il devient l'un de ses passeurs internationaux pour convoyer des aviateurs alliés de Bruxelles à Paris,.
Début juillet 1943 se déroule à Orval une importante réunion pour le réseau. Jean-François Nothomb y est présent et rencontre pour la première fois Yvon Michiels, sont également présents Antoine d'Ursel, Théodore d'Oultremont. Yvon Michiels reprend officiellement la coordination à Bruxelles succédant à Antoine d'Ursel qui vient d'échapper à sa capture en juin 1943 et doit se cacher. Il y est question également de la nécessaire réorganisation du réseau face à la recrudescence des contrôles allemands.
Le 12 juillet, Jean de Blommaert et Théodore d'Oultremont quittent Bruxelles en empruntant la ligne Comète pour se rendre en Angleterre. Jean-François Nothomb, rentrant sur Paris est avec eux. Munis de faux-papiers français, ils franchissent la frontière à pied, entre Bertrix et Givet puis se rendent en train à Paris où ils restent jusqu'au 19 juillet. Jean de Blommaert et Théodore d'Oultremont gagnent ensuite Bordeaux puis Anglet où ils se rendent chez Marthe Mendiara qui tient l'auberge Larre dans le quartier de Sutar,.
Le 21 juillet 1943, un guide basque les prend en charge. Outre Jean de Blommaert et Théodore d'Oultremont, le groupe comporte deux aviateurs alliés, un pilote norvégien de Spitfire, abattu au dessus de Méaulte tandis qu'il escortait un B17, Johan K. Bjorn Ræder et un mitrailleur de queue gallois d'un Halifax abattu dans l'Aisne, Johan A. David. Ils franchissent les Pyrénées par Larressore puis regagnent Gibraltar, le 26 juillet 1943, d'où ils prennent un avion pour Londres où ils arrivent le 2 août 1943,.
À Londres il accomplit l'inévitable passage à la Patriotic School chargée de débusquer les éventuels agents infiltrés et est libéré le 7 août 1943 et intègre de suite les Forces belges en Grande-Bretagne (FBGB) et entre ensuite à la Sûreté de l'état belge. En vue de futures missions, il suit un entraînement de parachutisme avec le MI9 et obtient son brevet, le 9 octobre 1943.

### Mission «Rutland»
La première mission qui est confiée à Jean de Blommaert est la mission « Rutland » qui est également son indicatif. Il s'agit de coordonner la mise en place d'une ligne aérienne d'évacuation par Lysander dans la région de Chartres et d'ouvrir en Bretagne une voie maritime d'exfiltration. La mission est directement en lien avec la Possum line d'Edgard Potier.

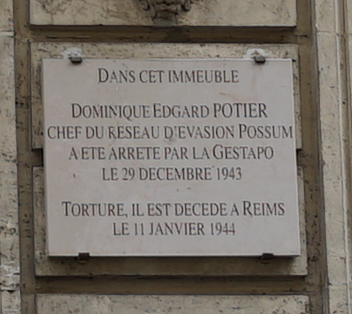
Plaque figurant, rue Jeanne-d'Arc à Reims où Edgard Potier fut arrêté.

La nuit du 20 au 21 décembre 1943, Jean de Blommaert et son radio, Willy Lemaître, « London », ainsi qu'Edgard Potier qui avait été rappelé à Londres, montent à bord d'un Halifax pour être parachutés dans la région de Dhuizel au nord-ouest de Fismes. Georges d'Oultremont commande l'équipe au sol chargée de les réceptionner. Le champ sur lequel ils doivent se poser est jonché d'une multitude de tas de fumier. Georges d'Oultremont témoigne : « Allant d'un petit tas de fumier à un autre, je criais sourdement le mot de passe « Marie-Louise » auquel Jean devait me répondre « Napoléon ». J'avais adressé mon appel une quantité de fois, toujours sans résultat, quand tout à coup, dans un taillis au bord du champ s'élève une voix chaleureuse qui me dit : « Mais Georges, tais-toi, on n'entend que toi ici ». Heureusement le retour se fit sans difficulté et les retrouvailles se firent silencieusement et joyeusement ».
Le 21 décembre 1943, Jean de Blommaert et Georges d'Oultremont, se rendent à Paris où ils restent plusieurs jours. Ils rencontrent Virginia d'Albert-Lake et son mari Philippe, tous deux membres du réseau Comète. Le 24, ils assistent, à l'église de la Madeleine, à la Messe de Minuit avancée à 17 h en raison du couvre-feu. Le lendemain, jour de Noël, Edgard Potier, Georges d'Oultremont et Jean de Blommaert se rencontrent à Paris pour coordonner leurs actions.
Edgard Potier se rend ensuite à Reims où il rejoint son radiotélégraphiste, Conrad Lafleur. Le 28 décembre 1943, Potier et Lafleur, au 161 de la rue Lesage où se trouve leur matériel, tentent d'entrer en contact avec Londres lorsque la Gestapo fait irruption. Conrad Lafleur abat l'un des agents et en blesse deux autres. Ils parviennent à s'enfuir mais sont contraints de laisser sur place l'émetteur, les codes et des documents compromettant qui permettront à la Gestapo de démanteler l'ensemble du réseau Possum dans la région de Reims conduisant à l'arrestation d'une soixantaine de personnes au premier rang desquelles, Edgard Potier, chef du réseau Possum, qui sera arrêté le lendemain. Torturé, il se suicide à la prison de Reims pour ne pas avoir à parler.

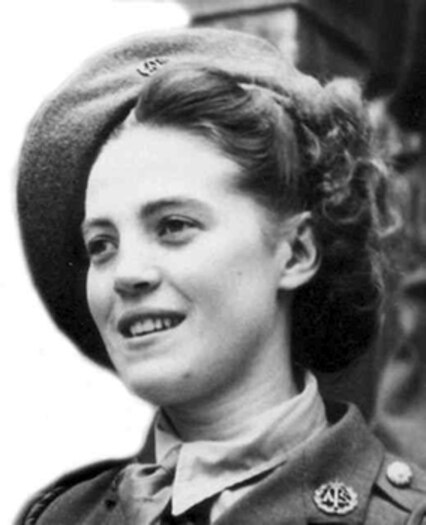
Micheline Dumon, Michou, qui parvint à éviter l'arrestation de Jean de Blommaert. (Ici photographiée en 1945).

Jean de Blommaert, reprend à cette époque la coordination du réseau Comète à Paris avec l'appui précieux de Micheline Dumon, « Michou » qui ne ménage pas ses efforts pour maintenir le contact avec le MI9 à Madrid. En effet, l'un des membres du réseau, un certain « Pierre Boulain » n'est autre que l'agent de l'Abwehr, Jacques Desoubrie, avec l'agent retourné Maurice Grapin, « Henri Crampon », ils déclenchent une nouvelle vague d'arrestations dont celles de Jean-François Nothomb et de Jacques Le Grelle. Micheline Dumon, « Michou », échappe de justesse mais parvient à contacter Martine, une dentiste parisienne, membre du réseau, arrêtée et détenue à la prison de Fresnes qui lui crie par la fenêtre le nom du traitre, « Pierre Boulain ». Elle se rend au point de rendez-vous où Jean de Blommaert, Albert Ancia  et « Pierre Boulain » doivent se voir. Dissimulée dans la pénombre, elle leur adresse une grimace qu'ils décodent immédiatement, ils décident aussitôt de prétexter un quelconque imprévu pour prendre la tangente et ne pas le suivre au lieu de réunion où il veut les amener,.
Leur sécurité est trop compromise à Paris, la Mission « Rutland » tourne court et Jean de Blommaert, Conrad Lafleur et Willy Lemaître sont rappelés à Londres. Ils empruntent à nouveau la ligne Comète. Ils partent le 26 février 1944, franchissent les Pyrénées, le 2 mars 1944, en même temps que Micheline Dumon qui se rend à Madrid, puis rallient Londres où ils arrivent le 9 mars 1944,.
Airey Neave, informé, monte aussitôt une opération pour faire éliminer Jacques Desoubrie. Un contact est pris pour assigner cette mission à un groupe de résistants français. L'information de son exécution parviendra à Londres mais elle s'avéra être fausse.

### Mission «Marathon»

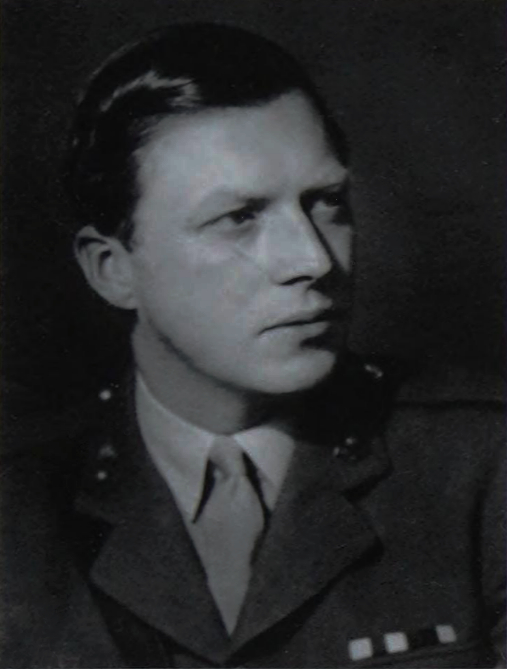
Airey Neave responsable au MI9 planifie la Mission Marathon avec Jean de Blommaert.

Jean de Blommaert convainc Airey Neave du MI9, face au constat qu'il est de plus en plus risqué d'exfiltrer des personnes des territoires occupés et en raison des préparatifs pour un grand débarquement allié en Europe de l'Ouest qu'il est nécessaire de constituer un réseau de camps clandestins en Belgique et en France de sorte que les personnes puissent, de camps en camps, se rapprocher des Pyrénées sans exposer la vie des hébergeurs et des guides. Au cours du premier trimestre de 1944, lorsque les alliés auront une idée précise du débarquement de Normandie, l'idée de cette itinérance de camps en camps évoluera encore jusqu'à ne plus constituer qu'un maillage de camps clandestin hébergeant des personnes dans l'attente d'être libérés par l'avance alliée en Europe de l'ouest. Airey Neave baptise l'opération « Sherwood » en référence à Robin des Bois en raison du fait que les camps doivent être établis dans des forêts profondes et comporter en lisière des terres nues permettant des largages. Pour la résistance, cette opération prendra le nom de « Mission Marathon »,.
Jean de Blommaert et Airey Neave étudient les cartes. En France, ils s'intéresse particulièrement au triangle formé par Chartres, Châteaudun et Orléans. Leur choix se porte sur la forêt de Fréteval entre Châteaudun et Vendôme. Jean de Blommaert commandera la mission pour la France et Albert Ancia pour la Belgique qui sera également dotée de plusieurs camps. Elvire De Greef, « Tante Go », et Yvon Michiels, « Jean Serment », qui coordonnent le réseau Comète sont informés du projet.

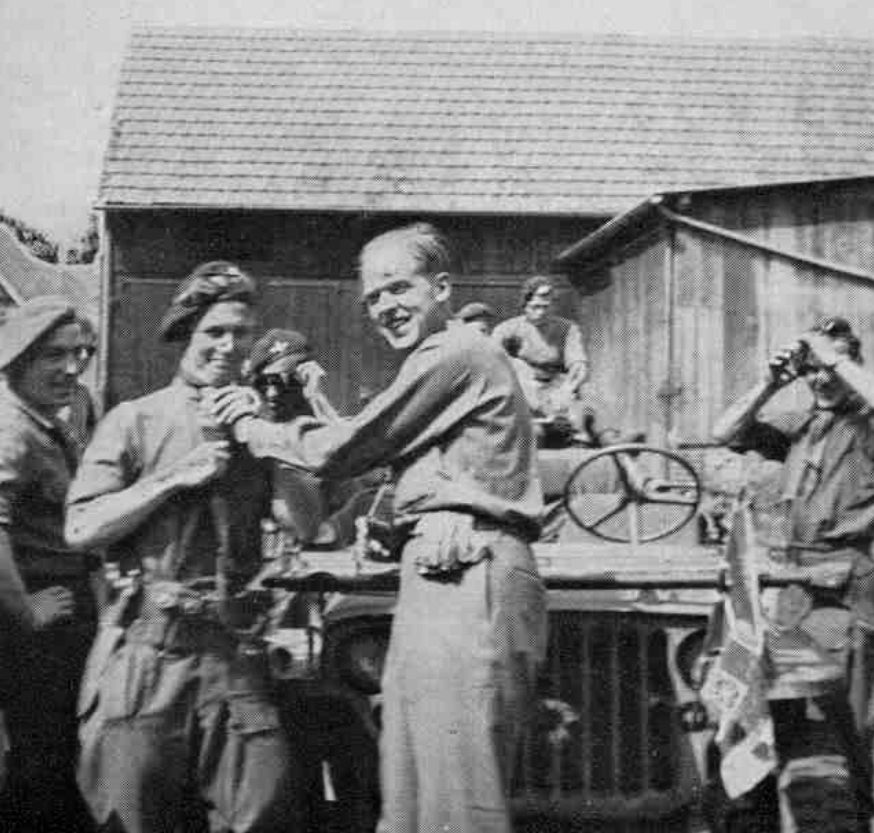
Jean de Blommaert et le Lt Martin après la libération des camps de Fréteval en août 1944.

Dans ce cadre, la nuit du 10 au 11 avril 1944, Jean de Blommaert et Albert Ancia, « Daniel Mouton », sont parachutés en France à Saint Ambroix près d'Issoudun dans l'Indre. Jean de Blommaert atterri sur une ligne électrique plongeant les deux villages avoisinants dans l'obscurité. Il doit couper ses suspentes pour tenter de se libérer. Lorsqu'Albert Ancia, atterri sans encombre un peu plus loin, arrive pour porter assistance à son compagnon, il le découvre tête en bas, pendu par les cuisses et s'est pris d'un irrépressible fou-rire qu'il libère Jean de Blommaert de sa fâcheuse posture. Ils se rendent chez Louis-René des Forêts, un ami de Jean de Blommaert, qui les héberge ayant été prévenu de leur arrivée par un message codé transmis sur les ondes de la BBC : « Le lierre s'accroche à la maison ».
Le 15 avril 1944, Jean de Blommaert et Albert Ancia rencontrent à Paris Yvon Michiels et José Grimar pour redessiner les contours du réseau et y imbriquer la Mission Marathon. Mais en mai 1944, repéré à Paris par le traitre Jacques Desoubrie, il ne peut plus y reparaître.
La Forêt de Fréteval abrite bientôt deux camps, un au Nord, l'autre au Sud. L'un d'eux est placés sous l'autorité de Lucien Boussa, « Belgrave », un squadron leader de la Royal Air Force qui a accompli avec succès trente missions à la tête de la 350e escadrille, l'autre étant placé sous l'autorité de Jean de Blommaert. Une des raisons, outre la taille du groupe pour le choix d'une scission en deux camps est le fait que des tensions existaient entre les Américains et les Britanniques, pour les Américains, tout était toujours deux fois plus grand, deux fois plus beau chez eux et ils fanfaronnaient volontiers qu'ils allaient gagner seuls la guerre ce à quoi les Britanniques rétorquaient qu'ils avaient attendu la déculottée de Pearl Harbor avant de se lancer dans la guerre.
Le camp bénéficie de l'appui de la résistance intérieure française coordonnée dans le secteur par Maurice Clavel, « Sinclair » et de parachutages alliés de matériel.
Après le débarquement, Airey Neave souhaite infiltrer les lignes ennemies pour atteindre et libérer au plus tôt ces camps. Mais Airey Neave est coincé au Mans, il ne dispose que de quelques hommes, douze Jeeps et quelques armes automatiques. Pour l'instant, les Américains ne veulent pas entendre parler d'infiltration concentrés qu'ils sont par la reconquête du territoire. 
Le 12 juin 1944, Virginia d'Albert-Lake convoyant un groupe de cinq aviateurs de Paris au camp de Fréteval est arrêtée, elle parvient à avaler le plan pour rejoindre le camp, elle sera déportée à Ravensbrück par le convoi des 57000 et ne sera libérée qu'en avril 1945.
Au Mans, les choses se décantent Airey Neave trouve l'appui d'une section d'une quarantaine d'hommes du SAS précisément chargée de missions derrière les lignes ennemies, à ce groupe viennent s'ajouter 23 para-commandos belges. Airey Neave prépare la mission. Le 11 août 1944, Lucien Boussa, passé à travers les lignes ennemies, arrive au Mans. Il confirme que les Allemands sont en déroute à Évreux et que les villages autour des camps arborent déjà fièrement des drapeaux français. Boussa repart avec l'assurance que l'opération de libération sera menée le 14 août 1944. Le lendemain, Jean de Blommaert est lui aussi au Mans, ce qui précipitera l'opération. En effet, les camps qui étaient parvenus à maintenir une discipline de fer cèdent de toutes parts et 20 soldats ont déjà pris le maquis pour rejoindre la Libération. 16 véhicules sont rassemblés sur une place et l'opération démarre. En quelques heures, les 132 aviateurs alliés de la Forêt de Fréteval sont ramenés au Mans, le 12 août 1944. La plupart des 152 aviateurs de Fréteval reprirent le combat. 38 d'entre eux seront rapportés avoir été tués à l'ennemi à l'issue de la guerre,.
La mission Marathon étant terminée, Jean de Blommaert est rappelé à Londres. Il accomplira d'autres missions pour le MI9 dont une aux États-Unis où il se trouve lorsqu'il est démobilisé, le 19 septembre 1946.
En 1948, il épouse Christiane Nieuwenhuys, ils auront cinq enfants. Jean de Blommaert de Soye meurt à Bierges, le 11 août 1983, âgé de 67 ans.

## Reconnaissances
- Ordre du Service distingué
- Croix de guerre (Belgique)[18]
- Croix de guerre 1939-1945 (France)[18]
- Capitaine ARA.